# Ungdomseuropamästerskapet i volleyboll för pojkar
Ungdomseuropamästerskapet i volleyboll för pojkar hade premiär 1995. Tävlingen arrangeras av Confédération Européenne de Volleyball. Fram till 2017 var tävlingen för spelare yngre än 19 år, numera är det spelare yngre än 18 år. Ryssland är med fem segrar det lag som vunnit flest gånger.